# ماديسون

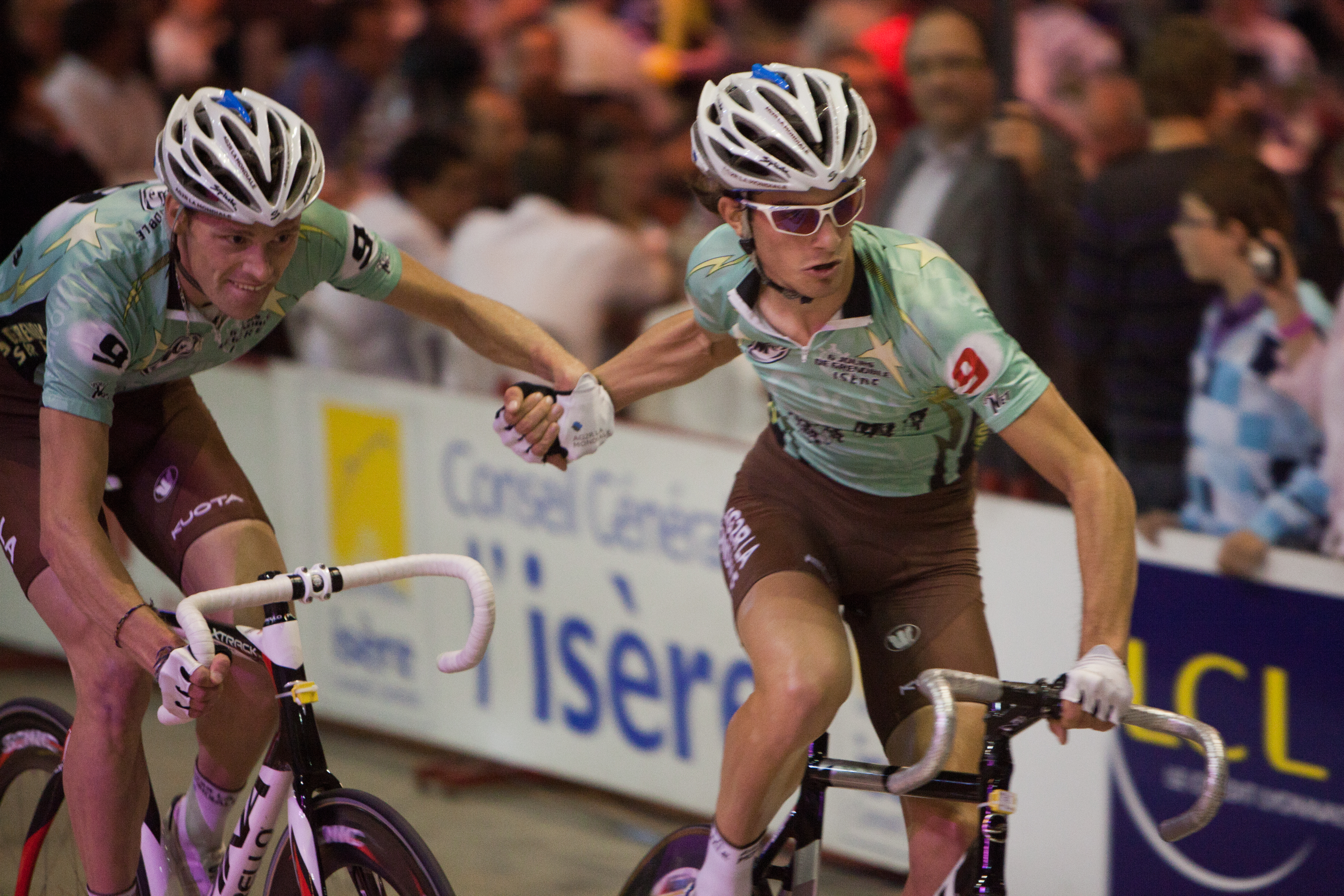
يدفع أحد المتسابقين شريكه مثل مقلاع خلال سباق ماديسون.

ماديسون هو حدث سباق تتابع في مضمار سباق الدراجات، وقد سمي على اسم أول حديقة ماديسون سكوير في نيويورك، والمعروفة باسم «السباق الأمريكي» بالفرنسية (سباق الأمريكي) وباللغتين الإيطالية والإسبانية باسم أمريكانا .

## السباق
ماديسون هو سباق حيث يجب على كل فريق إكمال دورات أكثر من أي فريق آخر. يتناوب الدراجون في كل فريق خلال السباق، ويسلمون للعضو الآخر، ويستريحون، ثم يعودون إلى السباق. تتكون الفرق عادة من اثنين من الدراجين ولكن في بعض الأحيان من ثلاثة. واحد فقط من الفريق يتسابق في المضمار، ويجب لمس الفارس البديل قبل أن يتمكن من تولي المهمة. يمكن أن تكون اللمسة أيضًا دفعة، غالبًا على السراويل القصيرة، أو يقوم أحد المتسابقين بإلقاء الآخر في السباق بواسطة حبال يدوية.
كم من الوقت يبقى كل متسابق في السباق يقرره كل فريق. في الأصل كان الدراجون يقضون فترات من بضع ساعات أو أكثر ويذهب باقي أعضاء الفريق أثناء الراحة للنوم أو تناول وجبة. كان ذلك أسهل في سباقات الأيام الستة السابقة لأن الساعات يمكن أن تمر دون محاولة الدراجين الابتعاد عن الآخرين. عندما أصبحت السباقات أكثر كثافة، بدأ كلا الدراجين من الفريق الركوب على المضمار في نفس الوقت، أحدهما يسير بسرعة على الخط القصير حول الجزء السفلي من المسار والآخر يسير على ارتفاع أعلى حتى يأتي دوره لتولي المسؤولية. منافسات الستة أيام الحديثة تدوم أقل من 12 ساعة في اليوم، وأصبحت ماديسون الآن جزءًا مميزًا فقط، لذا فإن البقاء على المسار طوال الوقت أمر أكثر جدوى.
يتم تقسيم المراكز المربوطة بالنقاط الممنوحة للوضع في سلسلة من سباقات السرعة على فترات خلال السباق.
ماديسون هو سمة من سمات سباقات الأيام الستة، ولكن يمكن أن يكون أيضًا سباقًا منفصلاً، كما هو الحال في الألعاب الأولمبية. لديها بطولات خاصة بها ودراجون متخصصون تبلغ المسافة الإجمالية لسباقات ماديسون المصادق عليها من قبل الاتحاد الدولي للدراجات 50 كيلومتر (31 ميل) .

## التاريخ
بدأ ماديسون كطريقة للتحايل على القوانين التي تم تمريرها في نيويورك بالولايات المتحدة، بهدف الحد من استنفاد راكبي الدراجات المشاركين في سباقات لمدة ستة أيام.

قالت بروكلين ديلي إيجل :
إن البلى والتمزق على أعصابهم وعضلاتهم، وقلة النوم تجعلهم [متوترين ومندفعين]. إذا لم يتم تلبية رغباتهم في الوقت الحالي، فإنهم ينفجرون بتيار من سوء المعاملة. لا شيء يرضيهم. هذه الفاشيات لا تزعج المدربين من ذوي الخبرة، لأنهم يفهمون حالة الرجال.
وشملت الحالة الأوهام والهلوسة. تذبذب الدراجون وسقطوا كثيرًا. لكن الدراجين كانوا يتقاضون رواتب جيدة في كثير من الأحيان، خاصة وأن المزيد من الناس يأتون لمشاهدتهم مع تدهور حالتهم. دفع المروجون في نيويورك إلى تيدي هيل 5000 دولار عندما فاز في عام 1896 وفاز «مثل الشبح، ووجهه أبيض مثل الجثة، وعيناه لم تعد مرئية لأنهما تراجعا إلى جمجمته»، كما جاء في أحد التقارير.

قالت صحيفة نيويورك تايمز عام 1897:
المسابقة الرياضية التي يكون فيها المشاركون «شاذون» في رؤوسهم، ويجهدون قوتهم حتى تصبح وجوههم بشعة بسبب التعذيب الذي يزعجهم، ليست رياضة. إنها وحشية. ستكون هناك حاجة لأيام وأسابيع من التعافي لوضع المتسابقين في الحديقة في حالة جيدة، ومن المحتمل ألا يتعافى بعضهم أبدًا من الإجهاد.
قضت نيويورك وإلينوي، المنزعجة، في عام 1898 أنه لا يمكن لأي متسابق أن يتسابق لأكثر من 12 ساعة في اليوم. أدرك مروج الحدث في ماديسون سكوير غاردن، الذي تردد في إغلاق ملعبه لمدة نصف يوم، أن إعطاء كل متسابق شريكًا يمكنه مشاركة السباق معه يعني أن السباق لا يزال بإمكانه الاستمرار لمدة 24 ساعة في اليوم ولكن لا يوجد متسابق واحد ستتجاوز حد 12 ساعة. ارتفعت السرعات، وتزايدت المسافات، وازدادت الحشود، وتدفقت الأموال. حيث ركب تشارلي ميلر 2,088 ميل (3,360 كـم) وحده، يمكن للأسترالي ألف جولليت وشريكه اللائق ركوب 2,790 ميل (4,490 كـم) .
أسرع متوسط سرعة معروف لسباق ماديسون للرجال هو 59.921 كيلومتر في الساعة (37.233 ميل/س) ، حققه الثنائي الأسترالي سام ويلسفورد ولي هوارد، في سباق كأس العالم في غلاسكو، المملكة المتحدة، 9 نوفمبر 2019.

## القواعد الكاملة
تم تحديد القواعد الرسمية للماديسون، والتي يُنظر إليها تقليديًا على أنها من الصعب اتباعها، على النحو التالي من قبل British Cycling ، الهيئة الحاكمة البريطانية لركوب الدراجات: 
- يجب أن تتكون الفرق من فردين أو ثلاثة متسابقين يرتدون نفس اللون والعدد. (في الأولمبياد وبطولات العالم، يتنافس المشاركون في أزواج.)
- يجب أن يكون هناك متسابق واحد من كل فريق في السباق في جميع الأوقات.
- قد يريح الدراجون بعضهم البعض في أي وقت أثناء السباق.
- يجب أن يتم التغيير أسفل خط التثبيت وبالقرب من الحافة الداخلية للمسار قدر الإمكان.
- يجب أن يتخذ الراكبون المرتاحون موقعًا خارج خط الإقامة بمجرد أن يصبح ذلك آمنًا وعمليًا.
- يجب أن يكون التغيير بواسطة أحد المتسابقين يرسم المستوى مع الآخر ويلامس للإشارة إلى الراحة.
- قد يكون اللمس بمثابة دفع أو يد.
- الفائز في السباق هو الفريق الذي يربح أكبر عدد من اللفات على الفرق الأخرى.
- إذا كان فريقان أو أكثر في نفس اللفة، فسيتم تحديد النتيجة من قبل الفريق الذي فاز بأكبر عدد من نقاط العدو خلال السباق.
- في حالة تساوي عدد اللفات والنقاط، يكون الفائز هو الفريق الأفضل وضعًا في السباق النهائي.
- ينتهي السباق عندما يكمل الفريق المتصدر المسافة.
- لا يحتاج الراكبون الملتفون إلى الوفاء بالجولات الضائعة، ويجب وضع العديد من اللفات خلف الفائزين.
- في الأوقات المحددة مسبقًا خلال السباق، ستكون هناك سباقات سريعة للحصول على النقاط، حيث تكسب الفرق الأربعة الأولى فوق الخط 5 و 3 و 2 و 1 نقاط على التوالي.
- يجب إطلاق صافرة للإشارة إلى لفة واحدة قبل الركض.
- سوف يقرع الجرس في بداية اللفة الأخيرة.
- الفرق التي تنضم مرة أخرى إلى الميدان، بعد ربح أو خسارة عدد لفات، ستكون مؤهلة لنقاط العدو.
- إذا تعرض أحد أعضاء الفريق لثقب أو حادث مؤسف، فسيُسمح لهذا الراكب بالانضمام إلى السباق. ومع ذلك، يجب أن ينضم شريكه / شريكها إلى السباق خلال دورتين يتم تغطيتهما بالميدان من النقطة التي وقع فيها الحادث. سيقوم رئيس المفوضين بإقران المتسابق في السباق بفريق آخر في نفس الوضع النسبي في السباق. سوف يركب المتسابق «داخل وخارج» مع العضو المرشح من الفريق الآخر حتى يعود شريكه / شريكها إلى السباق.
- يجب على أي فريق يتقاعد من السباق إبلاغ رئيس المفوض على الفور.
- قد يتم تأديب الفرق من خلال خسارة النقاط أو فقدان الدورات أو الاستبعاد.
- قد يقوم رئيس المفوضين بتحييد سباق ما إذا كان من الضروري القيام بذلك، كما في حالة وقوع حادث تصادم يضم عدة فرق أو يصبح المسار غير آمن أو غير عملي للاستخدام.
- يجوز لرئيس المفوض إنهاء السباق قبل المسافة الكاملة إذا كان من الضروري القيام بذلك.
- قد يسحب رئيس المفوضين الفرق التي تتخلف كثيرًا عن الركب أو التي، في رأيه، قد تشكل خطرًا على الدراجين الآخرين.

## دورة الالعاب الاولمبية
كان ماديسون حدثًا أولمبيًا للرجال في أعوام 2000 و 2004 و 2008، ولكن تم إسقاطه قبل أولمبياد لندن 2012 ، جزئيًا لأسباب تتعلق بالمساواة حيث لم يكن هناك سباق مكافئ لسيدات في ذلك الوقت. ومع ذلك، في يونيو 2017، أعلنت اللجنة الأولمبية الدولية أنه سيتم إضافة ماديسون إلى البرنامج الأولمبي لدورة الألعاب الأولمبية الصيفية 2020. ستشهد ألعاب 2020 إعادة إطلاق حدث ماديسون للرجال بالإضافة إلى تقديم ماديسون للسيدات كحدث أولمبي لأول مرة.